# Teatro do SESI (Belém)
O Teatro do SESI (anteriormente denominado Teatro Gabriel Hermes), é um teatro brasileiro pertencente ao Serviço Social da Indústria (SESI) e localizado em Belém. Ao ser inaugurado em 1984, levava o nome de Gabriel Hermes, em homenagem ao político paraense e membro do conselho dirigente do teatro na época.

## Histórico
O Teatro do SESI foi fundado em 1984, e durante as décadas de 1980 e 1990 foi um espaço de referência teatral em Belém. Em 1985, a beleza e a funcionalidade do prédio foram agraciados com o Prêmio Nacional de Arquitetura.
Em outubro de 2017 voltou a reabrir as portas, após permanecer oito anos fechado, sendo quase dois para reformas. Embora mantendo as linhas arquitetônicas intactas, passou por uma extensa atualização em suas instalações acústicas e cenotécnicas.

## Estrutura
O teatro, totalmente climatizado, comporta 417 lugares, 2 poltronas exclusivas para obesos e 6 espaços para cadeirantes, além de rampas e elevadores para acessibilidade. Possui cabine de som e luz, cabine para tradução simultânea, e uma sala de ensaio que pode ser utilizada para "lives" e eventos menores. Há ainda uma cafeteria e bilheteria para compras presenciais.
A sala de espetáculos possui todos os recursos para diversos tipos de apresentações artísticas: dança, música, teatro e projeções cinematográficas. O palco de 184 m² em madeira tauari possui um sistema de amortecimento que absorve o impacto dos pés dos artistas sobre ele, e a coxia e camarins (dois coletivos e dois individuais) foram dotados de um circuito interno de televisão, para que de lá se acompanhe o que acontece no palco.